# Nops glaucus
Nops glaucus är en spindelart som beskrevs av Johan Coenraad van Hasselt 1887. Nops glaucus ingår i släktet Nops och familjen Caponiidae. Inga underarter finns listade i Catalogue of Life.